# Wu Yingyin
Wu Yingyin (cuyo nombre verdadero era Wu Jianqiu 吴剑秋, 1922, Ningbo - 17 de diciembre de 2009, Los Ángeles, California, Estados Unidos), fue una cantante china. En la década de 1940, se convirtió en una de las siete grandes estrellas de la música en China, disfrutando de una larga carrera artística de seis décadas.

## Biografía
Wu nació en Ningbo en el seno de una familia intelectual, su padre era un ingeniero químico y su madre médica ginecóloga. Se crio en Shanghái y desde muy pequeña disfrutaba cantando las canciones de la radio. Ella quería matricularse en una Academia de Música en Shanghái, pero sus padres se opusieron a su idea porque querían que estudiara Medicina y afirmaron que la industria de la música era para personas sin ambición real. En 1940, con el fin de evitar la desaprobación de sus padres, comenzó a actuar bajo el nombre artístico de Qian Yin (钱 茵) los fines de semana para una emisora de radio, interpretando canciones infantiles. Actuaba en secreto y no recibió remuneración los primeros años.

## Carrera
Wu tenía una voz suave para el canto, lo que la hizo tener éxito. Seguía cantando sin conocimiento de su familia mientras se hablaba cada vez más de esta nueva cantante. El padre de Wu no se había dado cuenta de que era la voz de su propia hija la que había oído cantar en la radio. Al principio fue principalmente autodidacta, aunque más tarde aprendió técnicas vocales de un cantante masculino, Xu Lang.
En 1945, a la edad de 24 años, participó en un concurso de canto en el club nocturno Ciro's, interpretando una canción de Bai Hong. Ganó la corona, y desde ese momento actuó regularmente en clubes nocturnos de Shángai como Ciro's y el Paramount, siendo elogiada. En 1946 firmó un contrato con el sello discográfico Pathé Records (China). Desde entonces su nombre artístico será Yingyin, que significa "voz de oropéndola". Su primer disco (我 想 忘 了 你 "I Want to Forget You"), escrito por Xu Lang, se convirtió en un éxito. Durante sus primeros tres años de contrato, Pathé produjo y lanzó más de treinta canciones para ella. Fue apodada cariñosamente como 鼻音 歌 后 ("La reina de la voz nasal").
En 1955 se unió a la Emisora de Radiodifusión Popular de Shángai. Luego se mudó a Hong Kong en 1957, donde continuó grabando con Pathé Records.
Wu disfrutó de un resurgimiento en la década de 1980 y regresó a China para realizar grabaciones en 1983 en Cantón. En 1984 se mudó de Hong Kong a Pasadena, California. Actuó extensamente en Hong Kong, Táiwan, Singapur, Malasia, Estados Unidos y Canadá hasta avanzada edad: con ochenta años, todavía cantaba en eventos comunitarios de barrios chinos en el extranjero para causas benéficas. El 3 de enero de 2003 fue invitada a actuar en el Gran Teatro de Shángai.
El director de cine Wong Kar-wai empleó su canción Fine Spring Night en su cortometraje Eros-The Hand (2004).
Wu Yingyin murió en Los Ángeles el 17 de diciembre de 2009.